# Grethe Fenger Møller
Grethe Fenger Møller, född 6 november 1941 i Frederiksberg, är en dansk politiker (Det Konservative Folkeparti) och jurist. Hon var arbetsminister i Poul Schlüters första regering, och var således den första kvinnan i Danmark som innehade den ministerposten. Hon var även den första kvinnan från Det Konservative Folkeparti som tilldelades en ministerpost. Hon är också känd för att ha varit ordförande för Dansk Kvindesamfund (DK) och profilerat sig som en borgerlig feminist.

## Uppväxt och kvinnopolitik
Grethe Fenger Møller växte upp i ett konservativt präglat hem i det välbärgade Frederiksberg och är dotter till avdelningschefen Torben Fenger Møller och Ebba Edith Jensen. Föräldrarna skilde sig när hon var två år gammal, och hon flyttade tillsammans med sin moder till sin farfar. Hon växte upp och tog studentexamen från Marie Kruses Skole 1961 och gjorde sedan ett studieuppehåll i USA vid Hamline University i delstaten Minnesota, innan hon började studera juridik vid Köpenhamns universitet.
Hon tog kandidatexamen 1969 och under studietiden hade hon anslutit sig till blåstrumpeföreningen Dansk Kvindesamfund (DK), och dess nybildade och rebelliska ungdomskrets. Hon var vice ordförande för denna krets 1965–1967, som hade kritisk hållning gentemot husmödrar och som ställde sig bakom kvinnors rätt och möjligheter till abort. Hon var en av DK:s representanter i International Alliance of Womens (IAW) kongress i London 1967, 21th Conference of the International Woman Suffrage Alliance och blev invald till dess styrelse. Hon var med om att upprätta en ungdomskommitté inom IAW och utforma dess principprogram. Hon var även en av talarna i den panel som dryftade ungdomarnas syn på könsroller. DK ungdomskrets i Köpenhamn splittrades 1968 och en del bröt sig ur DK. Grethe Fenger Møller valde att stanna kvar i DK.
Inom DK avancerade Fenger Møller med tiden till att bli medlem i dess styrelse och verksamhetsnämnden för dess landsorganisation. Senare blev hon ordförande för de familjepolitiska och internationella utskotten inom DK. Dessutom var hon medlem av Rådet for Internationalt Udviklingssamarbejde (1967–1976) och styrelsemedlem i Danske Kvinders Nationalråd (DKN) (1971–1982). På ett möte med DK:s Köpenhamnskrets i januari 1969 förespråkade hon ett upphävande av det traditionella äktenskapet, som innefattade principen om mannen som familjeförsörjare, och att man istället införde ett s.k. kontraktäktenskap, som bestod av juridiska och ekonomiska avtal mellan parterna. Inför folkomröstningen om Danmarks inträde i EG 1972 anslöt sig Fenger Møller till den kommitté som förespråkade att Danmark gick med. 
Fenger Møller blev vald till landsordförande för DK 1974 och innehade denna post fram till 1981. DK:s medlemstal minskade dock med åren, eftersom det rådde interna motsättningar mellan hem- och förvärvsarbetande kvinnor och för att Rødstrømperne lockade flera yngre kvinnor under 1970-talet. Fenger Møller tog avstånd från Rødstrømperne och deras princip om att kvinnokampen var en klasskamp. Istället ansåg hon att kvinnokampen berörde alla kvinnor, oavsett klasstillhörighet. Som ordförande tog hon ställning för ett införande av en föräldraledighet på tre månader vardera för båda föräldrarna. Hon motsatte sig, likt en övervägande majoritet av DK:s styrelsemedlemmar, att låta DK anslutas till den s.k. Frankfurterresolutionen, som fastslog lesbianismen som ”en värdefull och livsnödvändig del av kvinnorörelsen”. Hon förklarade att man inte var emot lesbiska, men att hon röstade nej till resolutionen eftersom hon ansåg att den kunde misstolkas som att man var tvungen att vara lesbisk för att vara medlem i DK.
Vidare hade Fenger Møller efter avlagd examen tagit anställning som sekreterare i Socialministeriet och blev med tiden fullmäktig. 1975 blev hon ledare för dess ”Kvindeårssekretariat” och ingick i den danska delegation som deltog i FN:s kvinnokonferens. Därefter blev hon anställd i det då nyupprättade Ligestillingsråds sekretariat och blev dess ordförande 1987.

## Politisk karriär
Grethe Fenger Møller var sedan studietiden medlem av Det Konservative Folkeparti och hon blev medlem av partistyrelsen 1970. Hon var även aktiv inom lokalpolitiken i Frederiksberg, där hon var medlem av kommunstyrelsen 1974–1982 och 1989–1993, samt rådman och ordförande för ett flertal olika nämnder, däribland socialnämnden. Som ordförande i socialnämnden var Fenger Møller inblandad i en tvist mellan kommunen och en kvinna på socialbidrag. Efter att kommunens biståndskontor hade gjort en värdering av kvinnans ekonomi lät man stoppa utbetalningen av bostadsbidrag till henne eftersom hon inte ville flytta till en billigare lägenhet som kommunen erbjöd. Enligt Fenger Møller var detta ärende inte i strid med kommunens praxis på området. Tillsammans med sin hyresgästförening drog hon kommunen inför rätta till de sociala klagomyndigheterna, fick rätt och tilldelades 40 000 kronor av kommunen.
Hon var under en kortare period även styrelsemedlem i den konservativa nomineringsgruppen i området Köpenhamn-Frederiksberg (1973). Hon ställde sedan upp som kandidat till Folketinget, först för Bispebjergs valkrets och sedan för den för partiet ”säkra” Brønshøjs valkrets. Till sammanhanget kan nämnas att hon vid valet 1975 hade förklarat den långsamma ökningen av förtroendevalda kvinnor i Folketinget med att kvinnor oftast inte ställdes upp i några valkretsar som ”säkert” ledde till en plats i Folketinget. Hennes egen nya valkrets var dock säker och hon blev invald 1977, tillsammans med kollegorna Mette Groes, f.d. vice ordförande för DK, och Karen Dahlerup, ordförande för Ligestillingsrådet. Fenger Møller utsågs till sitt partis arbetsmarknadspolitiska ordförande och hon kom i Folketinget att erkännas som en jämbördig antagonist med den socialdemokratiska arbetsministern, Svend Auken. Hon har även varit medlem av finansutskottet.
I oktober pågick diskussioner i Dansk Kvindesamfund om att inför det stundande valet till det då nyupprättade Europaparlamentet upprätta en tvärpolitisk valsedel med endast kvinnliga kandidater. Fenger Møller var en av dem som förespråkade en sådan valsedel, eftersom hon ansåg att kvinnorna inte skulle komma att få inflytande i det europeiska arbetet om man inte gjorde en extra insats för att underlätta kvinnors valbarhet. För denna insats försökte hon få med den stora paraplyorganisationen Danske Kvinders Nationalråd, som skulle kunna bidra till med de 60 000 underskrifter som man behövde för att upprätta en särskild valsedel.
Samtidigt som man arbetade för sin särskilda valsedel till Europaparlamentet, påbörjade DK en utredning om behovet av könskvotering på arbetsmarknaden. För detta kom hon att hamna i en strid med sitt eget parti, när hon i egenskap av ordförande för DK uttryckte en positiv hållning till positiv särbehandling av kvinnor. 1979 lade hon i Folketinget fram ett förslag som byggde på positiv särbehandling av kvinnor på arbetsmarknaden och inom utbildningssystemet. Detta förslag hade utarbetats i samarbete med ett antal kvinnoorganisationer och väckte konflikter inom Det Konservative Folkeparti, där främst partiets vice ordförande Palle Simonsen satte sig emot och uttryckte att Fenger Møller fick välja mellan Dansk Kvindesamfund och partiet. Partiledaren, Poul Schlüter, uttryckte Fenger Møllers rätt att inta excentriska ståndpunkter. Däremot höll han inte med henne och menade att positiv särbehandling stod i konflikt med frihetsidealen. Hon menade dock på att kvinnors underrepresentation inom beslutande organ var i direkt strid med dessa frihetsideal. Dessa motsättningar kom inte att hindra Fenger Møller från att bli utsedd till arbetsminister 1982, då Poul Schlüter bildade regering.

## Arbetsminister 1982–1986
Då Grethe Fenger Møller tillträdde som arbetsminister i den borgerliga koalitionsregeringen i september 1982, innehade hon en av de mest konfliktfyllda ministerposterna. Danmark hade vid den tidpunkten runt 300 000 arbetslösa som följd av den ekonomiska krisen under 1970-talet, och flera stora konflikter mellan arbetsgivare och fackföreningar hade blossat upp med jämna intervall. Hon stod nu dessutom inför nedskärningar i bl.a. arbetslöshetsersättningen på order från arkitekterna bakom koalitionsregeringen, samt förväntningar om utökningar av arbetsmiljölagstiftningen och arbetsmarknadsutbildningarna. Grethe Fenger Møllers tid som Danmarks arbetsminister kom att präglas av omfattande stridigheter med såväl arbetsmarknadens företrädare som med regeringens stödpartier, samt sin antagonist Svend Auken. 
Bland de första motionerna som hon tog ställning till som minister var ett förslag om ökad tillgång till deltidssysselsättning på den privata arbetsmarknaden, vilket lades fram av Venstres arbetsmarknadspolitiska ordförande Hans Jørgen Holm. Hon avvisade ett sådant ingrepp på den privata marknaden och fann stöd från såväl sin efterträdare i DK, Jytte Thorbek, som statsminister Poul Schlüter och Hans Skov Christensen från Dansk Arbejdsgiverforening (DA). Lika stort stöd fick hon dock inte då hon skulle genomföra nedskärningar i arbetslöshetsersättningen, då LO motsatte sig detta, och både LO och DA protesterade mot att löntagarna respektive arbetsgivarna skulle betala in högre belopp till arbetslöshetsförsäkringen. Även stödpartierna Fremskridtspartiet och Det Radikale Venstre satte sig emot reformen, som enligt regeringens kalkyler skulle innebära besparingar på 5 miljarder danska kronor. Motståndet mot de nya reglerna för arbetslöshetsunderstöd kulminerade i en strejk vid årsskiftet 1982/1983 bland tusentals av rederiet Burmeister & Wains tiotusentals hamnarbetare över hela landet. Fenger Møller meddelade att hon och regeringen uteslöt att förhandla med hamnarbetarna så länge de, mot de överenskommelser som ingåtts, fortsatte att strejka. Hardy Hansen, ordförande för fackföreningen Specialarbejderforbundet i Danmark (SiD), meddelade Fenger Møller att om dispens gavs hamnarbetarna i två år från de nya reglerna, så att förhandlingar mellan parterna kunde återupptas, skulle också arbetet återupptas. Hon lät dock meddela att hon inte var villig att ge någon ytterligare frist för förhandlingar, och att hamnarbetarna hade ägnat en av fristens två månader till att strejka istället för att förhandla om strukturen för de nya reglerna.
Reformen gick dock igenom och under hösten 1984 gjordes ytterligare reformer, som innebar att högavlönade löntagare skulle betala mer till arbetslöshetsförsäkringen än lågavlönade. Ytterligare uppbromsningar av Fenger Møllers förslag till reformer kom dock i oktober 1982 då EG motsatte sig införandet av ett jobbprogram, vilken hade antagits av den socialdemokratiska regeringen tidigare på året, eftersom den ansågs vara konkurrenshämmande. Detta program innebar bl.a. att privata arbetsgivare och kommuner kunde, efter ansökan till den lokala arbetsmarknadsnämnden, få offentligt stöd till att upprätta arbetsplatser vilka annars inte skulle ha upprättats. Den borgerliga regeringen genomförde dock betydande ändringar av programmet i november 1982, vilket innebar att de kommunala initiativen till jobbskapande kraftigt reducerades och de privata dito gynnades. Detta fick dock kritik av DA, som påstod att denna lag endast omfördelade arbetslösheten. LO var dock generellt sett positiv gentemot lagen, som hade givit tusentals människor jobb. Fenger Møller lät dock avskaffa jobbprogrammet för de privata verksamheterna vid finansförhandlingarna under hösten 1984 till DA:s favör, vilket skapade ett stort tumult hos oppositionen och hos stödpartiet Det Radikale Venstre. Fackföreningen SiD anklagade dessutom Fenger Møller för att särskilt missgynna kvinnorna vid avskaffandet av jobbprogrammet, då många av dessa spordes att leva på bistånd och hamna utanför arbetsmarknaden. Finansförhandlingarna blev intensiva och regeringen blev tvungen att ge statligt stöd till utbildning av de långtidsarbetslösa efter press från Det Radikale Venstre. Trots det riktades det fortsatt kritik mot regeringen och då särskilt mot Fenger Møller för att, ur kritikernas synpunkt, grovt missgynna långtidsarbetslösa på ett sådant sätt att de kom att få leva på bidrag eller förtidspension under resten av sina liv. Denna kritik bottnade i att avtalet också innebar att de som inte fick jobb fem år efter avslutad utbildning fick reducerad a-kassaersättning till först 70 %, sedan 65 % och som lägst 55 %. Både LO och DA gav kritik mot förslaget om utbildning som de menade kom alldeles för sent och för att den inte innehöll några uppgifter om vilka sorters utbildningar som skulle erbjudas. Såväl LO som en underavdelning till SiD publicerade annonser som i varierande grad uttryckte motstånd mot Fenger Møller och då särskilt den sistnämndas, i vilken Fenger Møller och undervisningsminister Bertel Haarder framställdes som naziliknande bödlar som slängde ned de arbetslösa i en massgrav. Det uppstod en allvarlig splittring mellan regeringen och Det Radikale Venstre i frågan under våren 1985 när Fenger Møller meddelade att staten inte var skyldig att erbjuda arbetslösa personer utbildning, samt att man från regeringens sida inte hade ordnat tillräckligt många utbildningsplatser för att täcka behovet. Det Radikale Venstre hotade med att riva upp avtalet med regeringen om man inte ordnade fler utbildningsplatser, en situation som Socialdemokraterne med Svend Auken i spetsen utnyttjade för att försöka få regeringens stödparti över på sin sida genom att komma med egna utbildningsalternativ. Oppositionen såg dessutom till att få reformen uppskjuten för att den skulle behandlas mer ingående, vilket resulterade i att Fenger Møller och Bertel Haarder tilldelades 340 frågor som skulle besvaras. Reformen blev antagen i Folketinget under juni 1985, dock under mycket hård ordväxling mellan politiker från Socialdemokraterne och Det Radikale Venstre. Fenger Møller beklagade Socialdemokraternes pessimism gentemot reformen, samt deras ovilja att bidra till att ”göra den till en succé”. Socialdemokraternes partiledare Anker Jørgensen svarade med att benämna hennes tal som ”fruntimmerssnack”, vilket fick flera kvinnor att reagera. Fenger Møller replikerade med att benämna Socialdemokraterne för ”ett litet surt parti”.
Under våren 1983 hamnade Fenger Møller på kollisionskurs med Svend Auken vid ett flertal tillfällen, däribland vid en debatt i Folketinget vid en redogörelse från den danska låginkomstkommissionen. Auken anklagade henne och regeringen för att lämna en fjärdedel av den danska befolkningen i smutsen medan de resterande tre fjärdedelarna levde gott. Fenger Møller menade dock att Danmark fortfarande var en välfärdsstat trots besparingarna och att man hade pålagt de ”rika” med flera avgifter, däribland prisstopp och pensionsbeskattning. En annan strid mellan de båda rörde de amter som inte uppfyllde sin plikt att förse långtidslediga med rimliga erbjudanden om arbete, samt att Fenger Møller sade sig inte vara berättigad till att betala ut a-kassaersättning till dem som inte fått något jobb på grund av detta, och att hon inte var villig att göra en lagändring.
I november 1983 lade Fenger Møller fram ett lagförslag i Folketinget som fastslog att alla heltidssysselsatta löntagare skulle bidra med 482 kronor till finansiering av arbetsmarknadsutbildningar. Även ATP-registrerade arbetsgivare skulle bidra med samma belopp för varje anställd. Genom dessa bidrag skulle parterna själva stå för finansieringen av utbildning och staten därmed lämnas utanför. Förslaget var en del av ett avtal mellan regeringen och Det Radikale Venstre och Fremskridtspartiet. Dock väntade kraftig kritik från LO när Fenger Møller och den övriga regeringen planerade stora nedskärningar av arbetsförmedlingens verksamhet, däribland att en fjärdedel (500 av 2 000) av de anställda skulle avskedas. Även beslutet om att alla arbetsförmedlingens åtta psykologer skulle avskedas väckte motstånd, speciellt bland arbetsförmedlingens yrkesvägledare. Även det folkliga motståndet mot besparingarna kom till uttryck vid en demonstration i Aarhus, där Fenger Møller skulle hålla möte med representanter från arbetsförmedlingen. Man var tvungen att tillkalla polis för att förhindra att demonstranterna förföljde henne. I september 1984 fick hon, som ordförande i Arbejdstilsynet (motsvarande Yrkesinspektionen), dessutom kritik för att ha gått DA:s ärenden då hon, mot praxis, ändrade i ett meddelande från Arbejdstilsynet rörande arbetsmiljö och ergonomi. Arbejdstilsynet uppmanade i meddelandet ändringar av arbetsmiljön rörande monotont arbete och stress, vilket backades upp av representanterna i arbetsmiljörådet utom dem från DA, och man vände sig till Fenger Møller för att få dessa uppmaningar borttagna.
I december 1984 lade Fenger Møller fram ett förslag på ändringar av a-kassornas administration för att förhindra felutbetalningar och därmed spara staten hundratals miljoner kronor genom att överföra ansvaret till a-kassorna. Förslaget innebar även en skärpning av kontrollverksamheten och att ministern kunde undanhålla statliga bidrag till a-kassorna fram tills att problemen med felbetalningarna blivit lösta. Detta förslag fick ett mycket negativt mottagande i Folketinget, vilket ledde till att det skulle igenom en lång utskottsbehandling. I februari 1985 tillsatte hon ett utskott under ledning av mediedirektören och f.d. departementschefen Erik Bonnerup Nielsen som skulle utreda felutbetalningarna av a-kassaersättning och utforma ett tillhörande lagförslag. I september tilldelades utskottet ytterligare uppgifter och fick sin frist förlängd med ett år då Fenger Møller ville ha ett nytt finansieringssystem av a-kassaersättningen. Hon planerade ett system där utvecklingen i arbetslöshet och ersättningsnivå stod i samband med bidragen från arbetsgivare och löntagare, vilket innebar att dessa bidrag ökade i takt med arbetslösheten. I januari 1986 fortsatte debatten om a-kassareformerna när Fenger Møller lade fram ett förslag om att arbetslösa skulle mista rätten till a-kassaersättning om de mottog mer än 12 timmars undervisning i veckan på en folkhögskola. Förslaget stötte på mycken kritik och blev ändrad så att de arbetslösa kunde få behålla rätten till a-kassaersättning, såvida utbildningarna inte istället gav rätt till studiestöd (SU) samtidigt som de utbildade sig, samt en höjning av ersättningen med 2 %. I denna slutliga form antogs förslaget av en majoritet i Folketinget.
Grethe Fenger Møller utsågs till ordförande för regeringens kvinnokommitté, som skulle förbereda Danmarks deltagande i FN-konferensen i Nairobi sommaren 1985 rörande arbetet för jämställdhet mellan män och kvinnor. Hon var även ledare för den danska FN-delegationen. Tillsammans med de andra partierna kom regeringen överens om att konferensen främst skulle handla om förhållandena för kvinnorna i u-länderna, samt att det skulle upprättas en handlingsplan för hur jämställdhetsarbetet skulle fortskrida i Danmark. Den danska delegation och kvinnokommittén fick kritik från flera kvinnoorganisationer två månader före konferensen för att man ännu inte hade offentliggjort sina ståndpunkter, att den tidigare delegationsledaren och ministern Lise Østergaard inte inkluderades i 1985 års delegation samt för att delegationen saknade expertis i u-landsfrågor.
Den 12 mars 1986 lämnade Grethe Fenger Møller, tillsammans med tre andra ministrar, regeringen efter att en omstrukturering hade gjorts för att försöka styrka regeringen. Istället blev hon vald till att efterträda Lars P. Gammelgaard som de konservativas politiska ordförande i Folketinget efter att han utsetts till fiskeriminister. Hon intog även posterna som ordförande för såväl justitieutskottet som hälsoutskottet. Hon blev också utnämnd till ordförande för Ligestillingsrådet, som var ett råd under Statsministeriet med uppdrag att främja jämställdheten mellan könen och behandla juridiska ärenden på området.

## Tamilaffären
Tamilaffären rörde sig om kriminella handlingar från det danska Justitieministeriets sida då man kränkte c:a 3 000 tamilska flyktingars rätt till familjesammanföring. Tamilska flyktingar kom till i Europa i ett stort antal i samband med att det hade utbrutit ett inbördeskrig i Sri Lanka och 1983 hade en majoritet i Folketinget, utan regeringens stöd, lyckats genomföra en lag som gav flyktingar med uppehållstillstånd rätt till familjesammanföring. Den konservativa justitieministern Erik Ninn-Hansen var starkt emot denna lag och vidtog undersökningar om hur man kunde kringgå den och även på ett ministermöte dryftades möjligheterna till att begränsa antalet familjesammanföringar bland de tamilska flyktingarna. Svaret gavs av Justitieministeriets avdelningschef Claus Tornøe som föreslog att man skulle dra in flyktingarnas tillfälliga uppehållstillstånd genom att hänvisa till att förhållandena i Sri Lanka hade förbättrats, vilket dock inte var sant. Flyktingarna skulle då kunna återvända till Sri Lanka och genom att dra in uppehållstillstånden förlorade flyktingarna också rätten till familjesammanföring. Förslaget fick ett positivt gensvar från Erik Ninn-Hansen och inte heller regeringens utskott för flyktingfrågor hade några invändningar. Att dra in uppehållstillstånden blev dock svårare än förväntat, men order gavs till Udlændingedirektoratet om att försinka sammanföringsärendena.
I september 1988 fick Folketingets ombudsman, Hans Gammeltoft-Hansen, kännedom om ryktena om att det pågick olagliga aktiviteter i Justitieministeriet och bad om en redogörelse om behandlingen av familjesammanföringarna. Enligt lagen kunde dock ombudsmannen inte lägga sig i ärendet om Folketinget, i detta fall justitieutskottet, behandlade det på egen hand. I egenskap av justitieutskottets ordförande blev Grethe Fenger Møller kontaktad av Justitieministeriet och mottog ett fax med frågor som hon skulle ställa under ett möte med utskottet.
Grethe Fenger Møller dömdes till 60 dagars villkorligt fängelsestraff för att ha ljugit för rätten vid undersökningen av tamilaffären. I samband med domen lämnade hon alla sina politiska förtroendeposter och lämnade Folketinget efter valet 1994. Hon återupptog därefter sitt arbete i Socialministeriet, som hon hade varit tjänstledig ifrån under tiden som hon var minister och folketingsledamot. Hon fortsatte även med att sitta kvar som styrelsemedlem av Det Konservative Folkepartis partistyrelse fram till 2008.

## Övriga förtroendeposter
- Medlem av representantskapet för Sammensluttede Danske Sparekasser, Sparekassen SDS, 1976–1982
- Ställföreträdare i DANIDA:s styrelse, samt medlem av DANIDA:s upplysningsutskott och koordinationsgrupp 1976–1978
- Styrelsemedlem av Kvindernes Bygnings Fond